# Biserica de lemn din Horodiște
Biserica de lemn „Sfântul Nicolae” din Horodiște, raionul Călărași este un lăcaș de cult și monument de arhitectură de importanță națională din Republica Moldova.
Lăcașul datează din anul 1797 și este amplasat în centrul satului, fiind construit în totalitate din lemn de stejar, acoperit cu șindrilă. Biserica a fost renovată o singură dată, atunci fiindu-i schimbată temelia din piatră. Aceasta mai deține și o colecție de vechi icoane, printre cele mai vechi din țară, pictate pe lemn și pânză, despre care localnicii cred că datează de pe timpul ridicării bisericii. 

## Legături externe
- (Video) Biserica de lemn din Horodiște
- Imagini pe facebook.com